# ダイエー市原店
ダイエー市原店（ダイエーいちはらてん）は、千葉県市原市五所にかつて存在した総合スーパー。店番号は0581。

## 概要
忠実屋市原店として開業し、のちにダイエー市原店に改装した。しかし近隣にイトーヨーカドー八幡宿店が存在したこともあり、競合の結果、1998年に閉店することとなった。その後建物は約5年の間廃墟状態が続いたものの、2002年にはほぼそのままの状態でボートピア市原が開業している。

## 沿革

### 概歴
忠実屋市原店として開業し、1983年3月18日にダイエー市原店として再オープンした。市原市の総合スーパーとしてはイトーヨーカドー市原店、同姉崎店に次ぐ出店であった。しかし同年10月に、徒歩5分圏内にイトーヨーカドー八幡宿店が出店。1.5km圏内の人口は約2.5万人とそこまで多くないため、総合スーパーが2店舗も存在する状態はかなり厳しいものがあった。それもあって開業してから約15年、イトーヨーカドーとの競合に負ける形で1998年2月27日にダイエー市原店は閉店した。なお、イトーヨーカドー八幡宿店も、新規開業の同系列アリオ蘇我と商圏が被ることから、2005年4月に閉店している。ダイエー市原店の跡地は、市原市のプロポーサルの結果、店舗がそのままボートピア市原及びサテライト市原として利用されている。

### 年表
- 1983年（昭和58年）3月18日 - ダイエー市原店開業[2]。
- 1998年（平成10年）2月27日 - ダイエー市原店閉業[3]。

## アクセス
- JR東日本内房線八幡宿駅から徒歩10分